# Mladost
Mladost je razdoblje života između djetinjstva i odrasle dobi, a pojam mladež označava osobe koje se nalaze u tom razdoblju.
Mladost je kako biološka, tako i društvena kategorija. U tradicionalnom društvu, mladež kao posebna društvena grupa nije postojala, jer je uključivanje u sferu rada započinjalo već u ranom djetinjstvu, a djeca su automatski postajala odrasli čim su počela zarađivati za život. Razvojem tehnološkog društva javlja se potreba za sve kvalificiranijom radnom snagom, što dovodi do masovnog školovanja, tj. odgađanja ulaska mladih u svijet rada.
Mladež postaje predmet proučavanja sociologije nakon utvrđivanja, da je biološka činjenica, poput starosnog doba, poprimila društvene konotacije i postala načelo društvene diferencijacije. Sociolozi nisu suglasni u definiranju pojmova mladost i mladež, kao ni oko godina koje pojmovi obuhvaćaju. Neki kao mladenačko razdoblje navode razdoblje od 15. do 25. godine, neki do 30., a neki čak do 40. godine, u skladu sa smjernicama produženja mladosti u suvremenom društvu.
Najvažnija obilježja mladeži su: životno doba, razne socijalne konotacije koje društvo pridaje mladima, raskorak između psihofizičke i društvene zrelosti, koji ima za posljedicu neravnopravan društveni položaj mladih u odnosu na referentne grupe odraslih i izgrađivanje specifične mladenačke svijesti koja mlade razlikuje od svijeta odraslih.
"Baby boom" u SAD-u poslije Drugog svjetskog rata doveo je do jačanja mladih kao društvene kategorije i do rađanja niza pokreta i supkultura mladih.
U središtu zanimanja mladeži ponajprije su teme kao što su odnosi među ljudima, osobito odnosi među spolovima i među vršnjacima, problemi koji se javljaju u obitelji i u školi, napose problemi koji obuhvaćaju sve dobne skupine kao što su alkohol, pušenje i droga, danas sve izrazitije nasilje prema drugome i prema sebi. Mladi traže odgovore, a književnost za mlade je uvijek bila prekrasna mogućnost za to.